# Joseph Warioba
Joseph Sinde Warioba (ur. 3 września 1940 w Tanganice) – były wiceprezydent i premier Tanzanii.
Wywodzi się z plemienia Nyamwezi z grupy wschodniej rodziny ludów Bantu. Studiował prawo na uniwersytecie w Dar es Salaam. Pracę zawodową rozpoczął w administracji państwowej. Został aktywistą Afrykańskiego Narodowego Związku Tanganiki. W latach siedemdziesiątych był deputowanym do Zgromadzenia Narodowego. W 1977 roku objął stanowisko prokuratora generalnego Tanzanii. W latach 1983–1985 pełnił funkcję ministra sprawiedliwości. 6 listopada 1985 prezydent Ali Hassan Mwinyi mianował go premierem i pierwszym wiceprezydentem. Sprawowanie urzędu zakończył 9 listopada 1990 roku.